# تنسی
تِنِسی (به انگلیسی: Tennessee) یکی از ایالت‌های جنوبی آمریکا است. تنسی شانزدهمین ایالت پرجمعیت آمریکا و سی و ششمین ایالت بزرگ آمریکا است. پایتخت آن نشویل و شهر مهم آن ممفیس است. تنسی با ایالت‌های کنتاکی و ویرجینیا در شمال، آرکانزاس و میسوری در غرب، کارولینای شمالی در شرق و آلاباما و ایالت میسیسیپی در جنوب همسایه است. رشته‌کوه آپالاش بیشتر نواحی شرق تنسی را پوشانیده و رود می‌سی‌سی‌پی مرز غربی آن را شکل داده‌است. نشویل با جمعیت ۶۶۰۳۸۸ نفر بزرگ‌ترین شهر و پایتخت ایالت و ممفیس با جمعیت ۶۵۲۷۱۷ نفر دومین شهر بزرگ ایالت است. ناکسویل و چاتانوگا به ترتیب سومین و چهارمین شهر بزرگ این ایالت هستند.

## نام‌گذاری

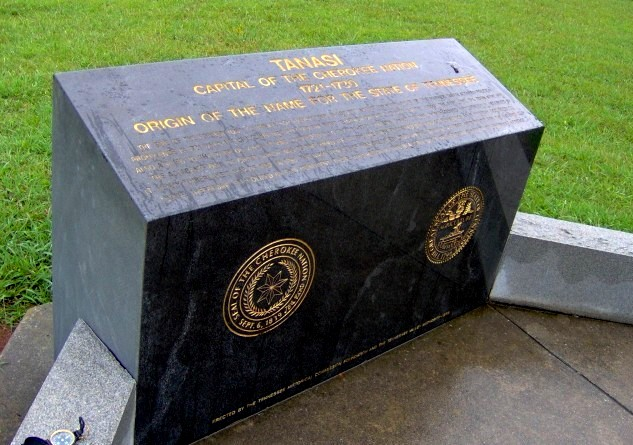
یادواره‌ای در نزدیکی سایت قدیمی تاناسی در شهرستان مونرو.

اولین بار نام تنسی توسط کاپیتان ژان پاردو، جهانگرد اسپانیایی، به هنگام سفر زمینی او وقتی که به سال ۱۵۶۷ از یک روستای سرخپوستی به‌نام تاناسکوی عبور می‌کرد، استفاده شد. در ابتدای قرن ۱۸ام، تجار بریتانیایی به شهری چروکی بنام تاناسی (یا تاناسه) برخودند که در حال حاضر محل شهرستان مونرو، تنسی است. شهر در روی رودخانه‌ای با همان نام (که امروزه رود کوچک تنسی نامیده می‌شود) و در نقشه‌هایی تا سال ۱۷۲۵ قابل رؤیت است. روشن نیست که این شهر همان شهری است که قبل‌تر توسط پاردو مشاهده شده بود یا نه. تحقیقات جدید نشان می‌دهد که شهری که پاردو از آن گذر کرده در محل هم‌ریزگاه دو رود پیجن و رود فرنچ برود در نزدیکی شهر امروزی نیوپورت، تنسی قرار داشته‌است.
معنی و ریشه نام تنسی نامشخص است. برخی منابع بر این باورند که تغییر یافته چروکی با ریشه اصلی از زبان یوچی به محل ملاقات، رودخانه باد، یا رود با خم بزرگ می‌باشد. بر اساس نظر مردم‌شناس جیمز مونی کلمه قابل تحلیل نیست و معنی خود را از دست داده‌است.
املای انگلیسی امروزی تنسی، Tennessee، به جیمز گلن، گاورنر کارولینای جنوبی، که از این املا در نامه‌نگاری‌های رسمی خود استفاده نمود بر می‌گردد.

## جغرافیا

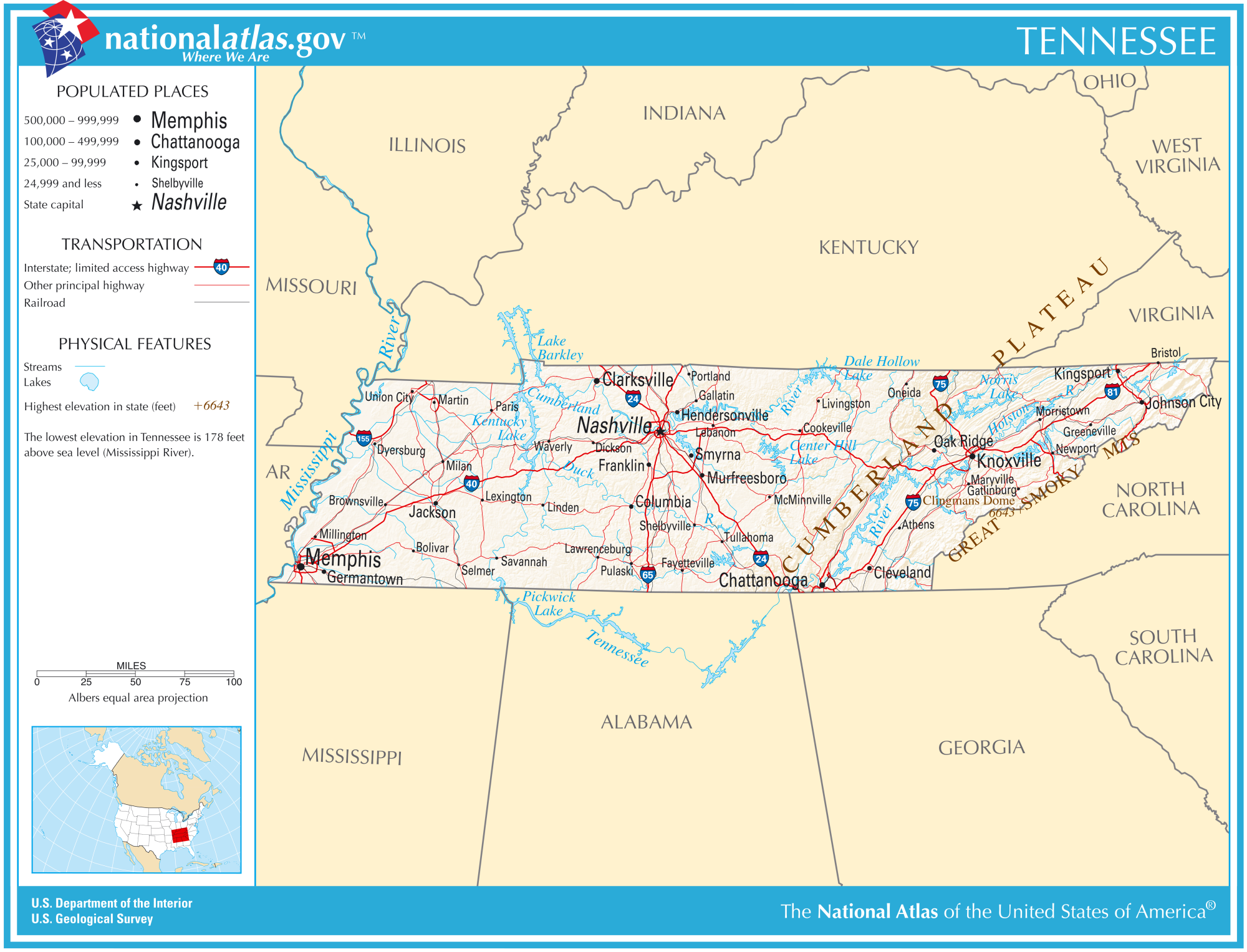
نقشه تنسی

تنسی با هشت ایالت دیگر ایالات متحده هم‌مرز است: کنتاکی در شمال، کارولینای شمالی در شرق، ایالت جورجیا، آلاباما و ایالت میسیسیپی در جنوب و ایالت‌های آرکانزاس و میسوری در غرب. تنسی در تعدد همسایگان با میسیسیپی که بیشترین تعداد ایالت‌های همسایه را دارد برابری می‌کند. این ایالت توسط رودخانه تنسی به سه بخش تقسیم شده‌است.
بالاترین نقطه ایالت گنبد کلینگزمانز در ۶٬۶۴۳ فوت (۲٬۰۲۵ متر). در مرز شرقی ایالت با کارولینای شمالی در آپالاچن تریل است که سومین قله بلند در شرق ایالات متحده است. کم‌ارتفاع‌ترین نقطه ایالت، رود می‌سی‌سی‌پی در مرز ایالت میسیسیپی است: ۱۷۸ فوت (۵۴ متر) مرکز جغرافیایی ایالت در مورفریزبرو می‌باشد.
ایالت تنسی با مساحتی برابر ۴۲٬۱۴۳ مایل مربع سی و ششمین ایالت آمریکا از نظر وسعت است. جمعیت ایالت تنسی برابر با ۵٬۶۸۹٬۲۸۳ نفر است. ایالت تنسی در بین ایالات آمریکا شانزدهمین ایالت پرجمعیت است. ممفیس در غرب ایالت تنسی با جمعیت ۶۵۰٬۱۰۰ بزرگ‌ترین شهر این ایالت است.

## مراکز علمی-فرهنگی
تنسی از لحاظ تأسیسات علمی پژوهشی در جایگاه ویژه‌ای قرار دارد. آزمایشگاه ملی اوک ریج یکی از آزمایشگاه‌های بزرگ علمی فدرال در کشور است و در غرب شهر ناکسویل قرار دارد آزمایشگاه ملی اوک ریج در بردارنده چشمه نوترون اسپالاسیون، یکی از بزرگ‌ترین چشمه‌های نوترونی جهان است.
سامانه دانشگاه تنسی بزرگ‌ترین سیستم دانشگاهی این ایالت محسوب می‌شود، با این حال بالاترین دانشگاه از نظر رنکینگ علمی در این ایالت دانشگاه وندربیلت در شهر نشویل است که به ویژه در رشته‌های پزشکی از شهرت جهانی برخوردار است.
از دانشگاه‌های بزرگ دیگر در این ایالت می‌توان به دانشگاه ممفیس و دانشگاه اوپتومتری جنوبی اشاره نمود.

## اقتصاد

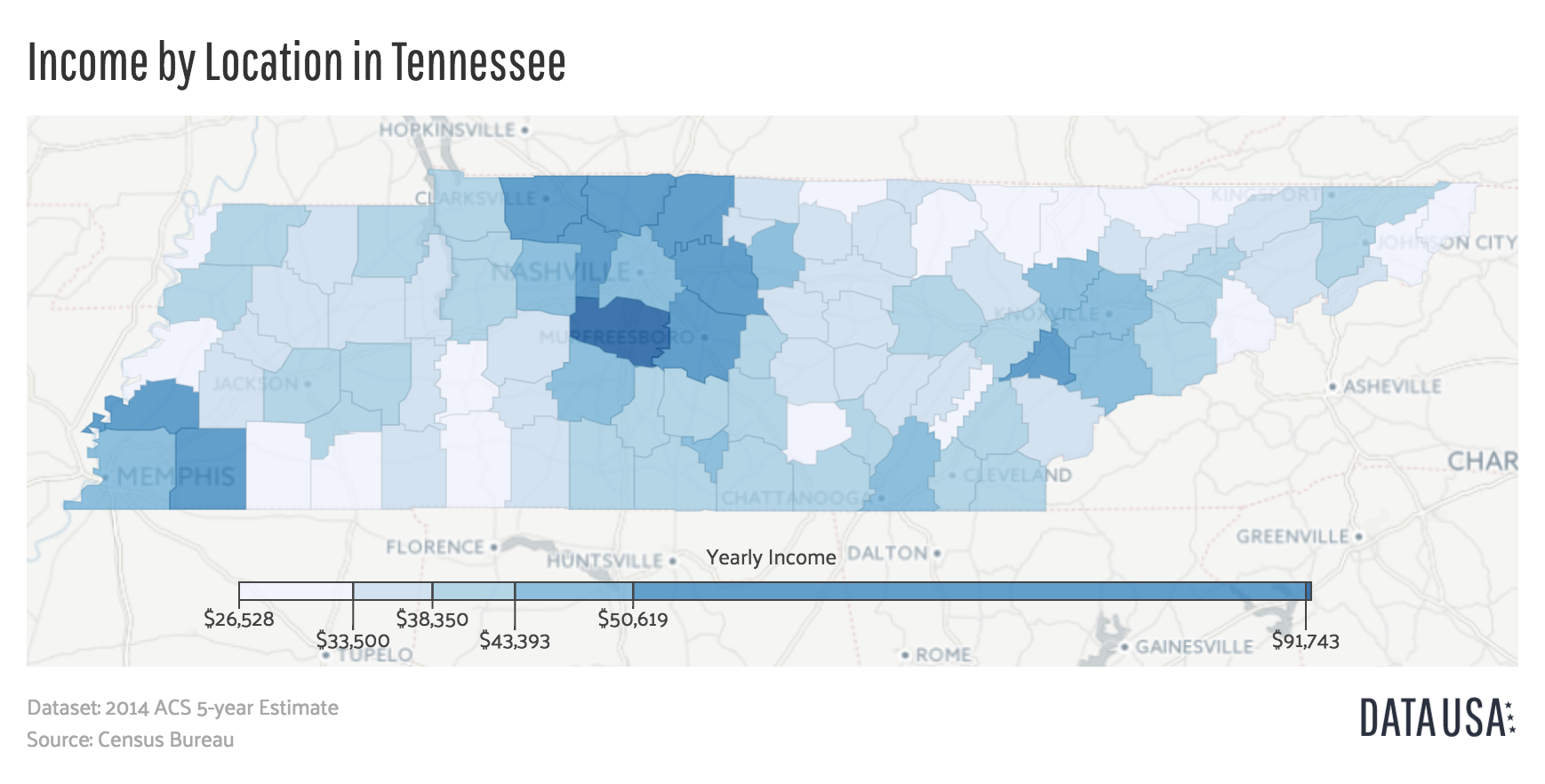
نقشه شهرستان‌های تنسی بر اساس میزان درآمد (۲۰۱۴)

چارت درصد جمعیت تنسی که زیر خط فقر زندگی می‌کنند بر اساس سن و جنسیت (ستون‌های آبی نشانگر مردان و ستون‌های قرمز نشانگر زنان است.)

بر اساس آمار دفتر آنالیز ایالات متحده در سال ۲۰۱۱ درآمد خالص ایالت ۲۳۳٫۹۹۷ میلیارد دلار آمریکا بود. در سال ۲۰۰۳ درآمد سرانه در این ایالت ۲۸۶۴۱ دلار بود که رتبه ۳۶ام در کشور آمریکا است و ۹۱٪ درآمد سرانه کشوری ۳۱۴۷۲ دلار در آن سال است. درآمد خانوار این ایالت ۳۸۵۵۰ دلار بود که ۸۷٪ درآمد خانوار کشوری یعنی ۴۴۴۷۲ دلار است.
برای سال ۲۰۱۲ این ایالت مازاد ۵۳۳ میلیون دلار داشت که یکی از تنها هشت ایالت درآمد مازاد در آن سال بود.
محصولات اصلی ایالت شامل پارچه، کتان، گاو، و انرژی الکتریکی است. تنسی ۸۲۰۰۰ مزرعه دارد که تقریباً ۵۹٪ آن‌ها گاو گوشتی پرورش می‌دهند. با وجود آن‌که کتان یکی از محصولات اولیه در تنسی است، کشت فیبر تا قبل از ۱۸۲۰ که سرزمین‌های بین تنسی و رود می‌سی‌سی‌پی آزاد شد آغاز نشد. انتهای بالایی رود میسیسیپی به جنوب تنسی می‌رسد و این زمین‌های حاصلخیز همان جایی است که کشت کتان انجام شد. دانه‌های روغنی هم در غرب تنسی کشت می‌شوند.
شرکت‌های بزرگ که دفتر مرکزی آن‌ها در تنسی واقع شده‌است شامل‌اند بر فدکس، اتوزون، و اینترنشنال پیپر که دفترشان در ممفیس است؛ پایلت کورپریشن و رگال اینترتینمنت در ناکسویل واقع‌اند.
سازمان تنسی ولی آتوریتی با ۹٬۲ میلیارد دلار درآمد حاصل از فروش ۱۷۶ میلیارد کیلووات ساعت برق در سال ۲۰۰۶، یکی از بزرگ‌ترین شبکه‌های تولید نیرو در ایالات متحده را داراست.

## مراکز تفریحی

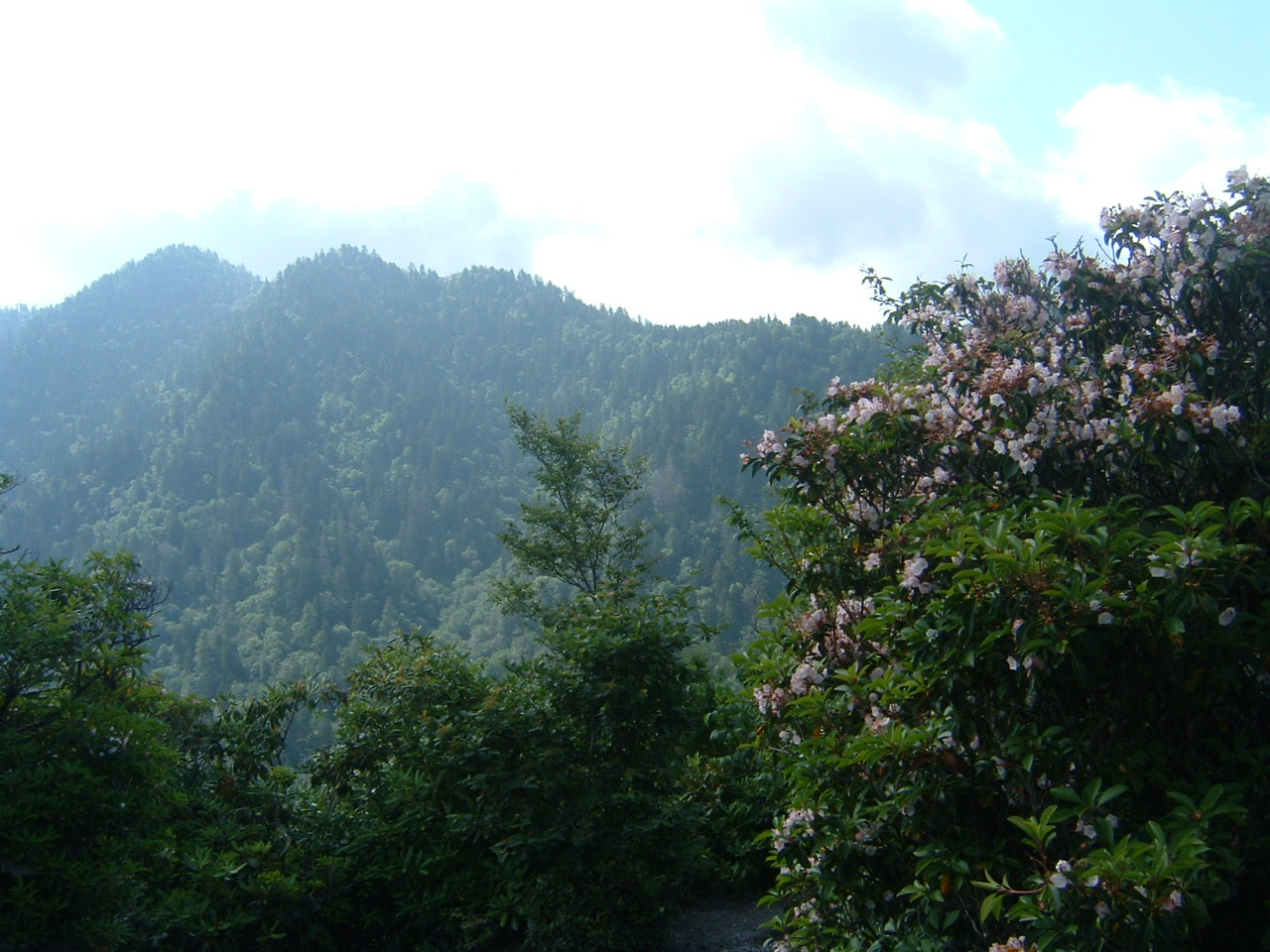
نمایی از پارک ملی کوه‌های بزرگ اسموکی

پارک ملی کوه‌های بزرگ اسموکی از جاذبه‌های مهم طبیعی در شرق این ایالت واقع است. شهر نشویل، پایتخت ایالت، پایتخت موسیقی کانتری در آمریکا محسوب می‌شود و گردشگران بسیاری برای دیدن موسیقی زنده کانتری به این شهر سفر می‌کنند.
شهر گتلینبرگ نیز هر ساله گردشگران زیادی را به خود جلب می‌کند.

## مشاهیر
از افراد مشهور این سرزمین می‌توان کوئنتین تارانتینو، الویس پرسلی، یوسف لطیف، اشر ریموند، دیوی کراکت، مورگن فریمن، اریتا فرانکلین، ال گور، آیزاک هیز، تامارا جرنیگان، تینا ترنر و مایلی سایرس و تیلور سویفت را نام برد.

## نگارخانه

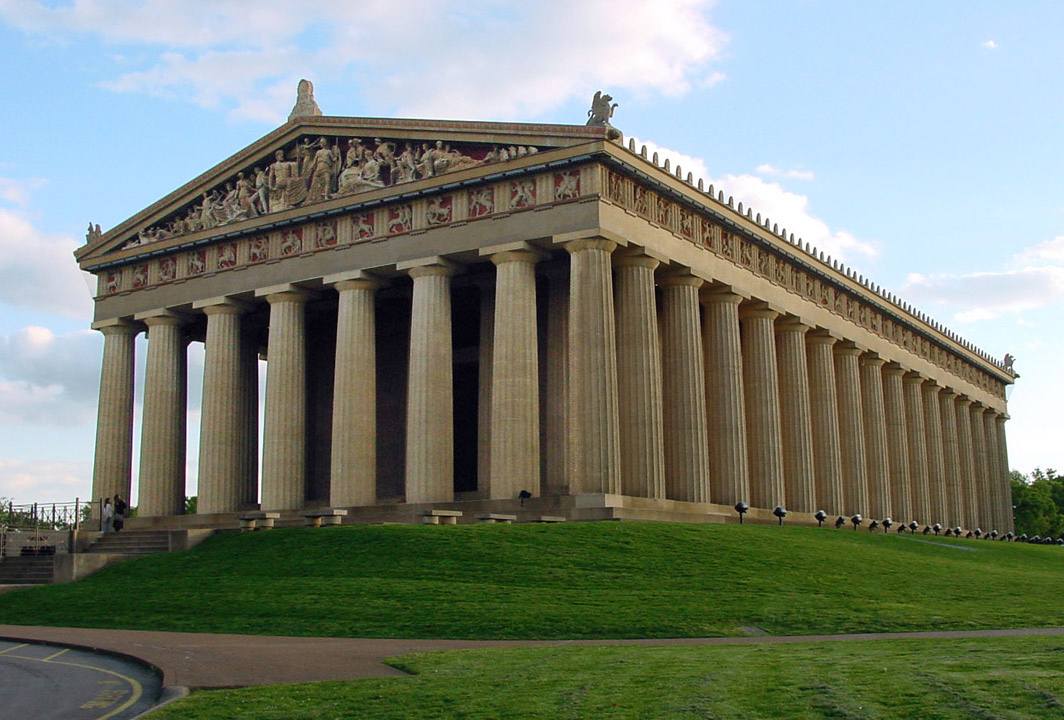
ساختمان پارتانون در شهر نشویل
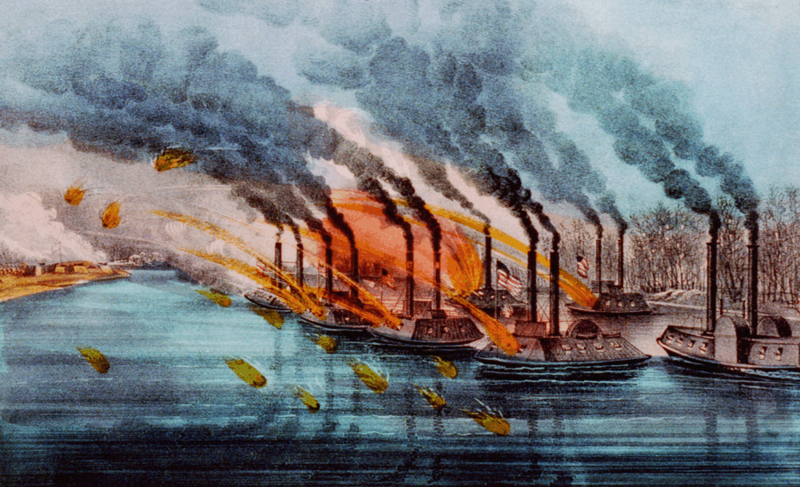
نبرد فورت هنری
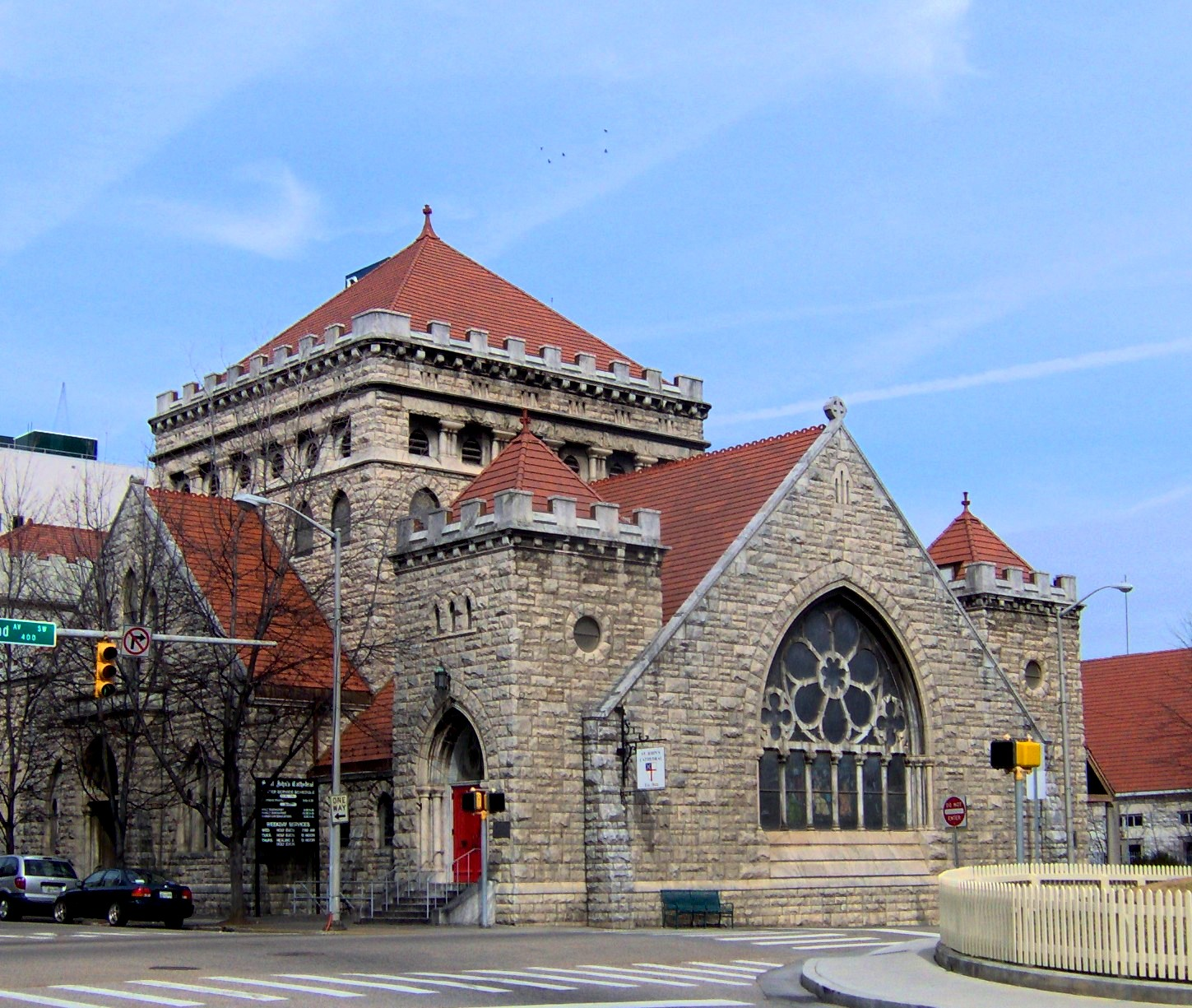
یک کلیسا
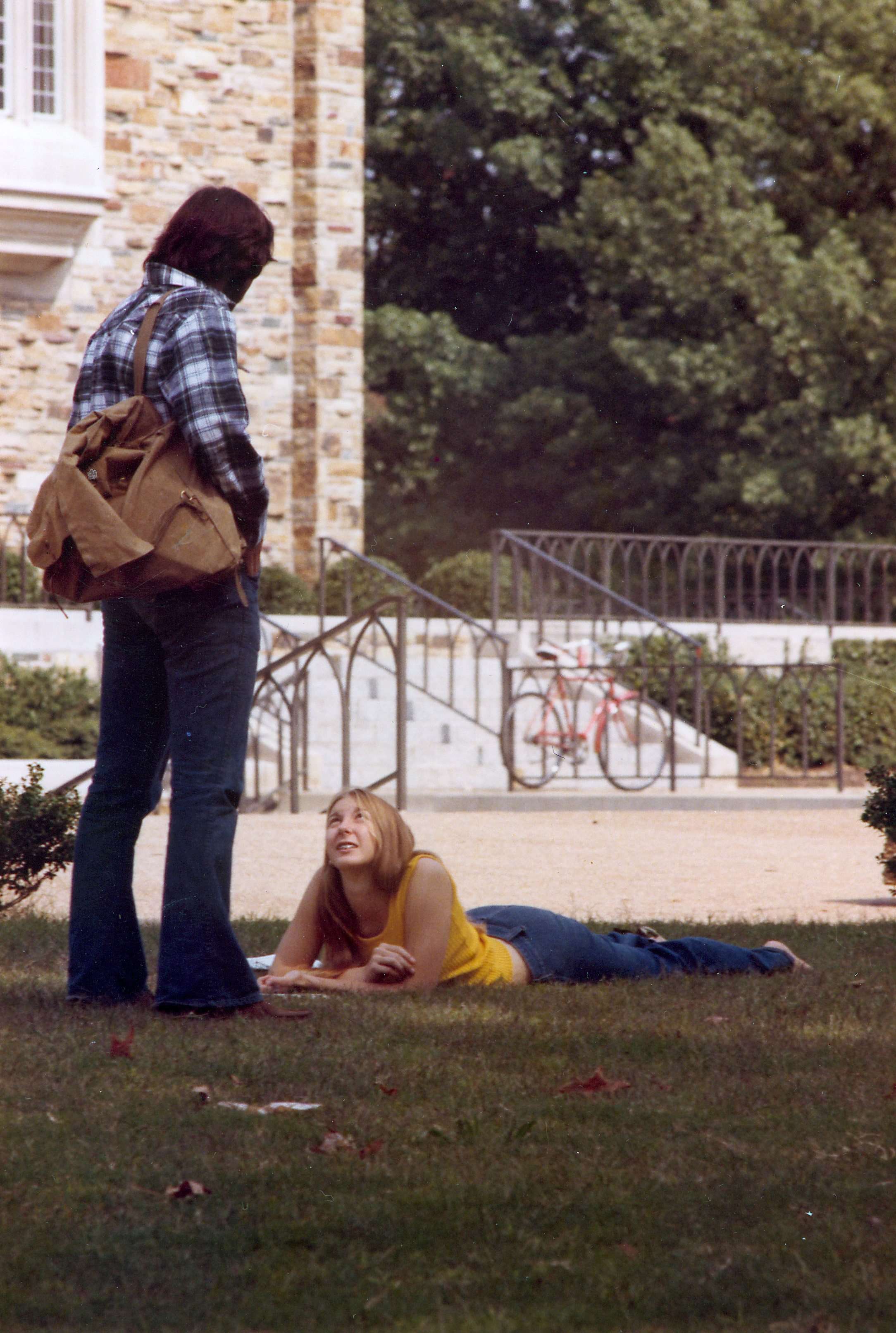
دانشجویان در حال خوش‌وبش کردن در کالج رودز